# 省令
省令（しょうれい、英: ministerial order）とは、法律や政令の規定に基づいて、各省庁の長官(大臣)が制定する命令のことである。法源の一種。

## 法制上の位置づけ
現行法上は、国家行政組織法第12条第1項に基づき、各省大臣が、主任の行政事務について、法律もしくは政令を施行するため、または法律もしくは政令の特別の委任に基づいて、それぞれその機関の命令として発する。かつての総理府令および法務府令も、名称および制定権者が異なるのみで、法制上の位置づけは根拠法も含め同じであった。内閣府令および復興庁令も、名称・制定権者および根拠法は異なるものの省令と同等の位置づけである（内閣府設置法第7条第3項および第4項、復興庁設置法第7条第3項および第4項）。

### 沿革
公文式（明治19年勅令第1号）第4条においては、各省大臣は、法律・勅令の範囲内において、その職権もしくは特別の委任により、法律・勅令を施行し、または安寧秩序を維持するために省令を発することができるものとされていた。なお、公文式は、公式令（明治40年勅令第6号）附則第2項により、公式令の公布・施行と同時に廃止され、省令の形式についての規定はあるものの、省令を発することができるという規定は置かれていない。
公文式の3日後に制定された各省官制通則（明治19年勅令第2号）第6条においても、各省大臣は、その主任の事務につきその職権もしくは特別の委任により、法律・勅令の範囲内において、法律・勅令を施行しまたは安寧秩序を保持するために省令を発することができるものとされており、これは、全部改正後の各省官制通則（明治23年勅令第50号）第4条においても引き継がれていた。さらにこれを全部改正した後の各省官制通則（明治26年勅令第122号）第4条では、各省大臣は、主任の事務につきその職権もしくは特別の委任により省令を発することができるものとされた。
日本国憲法施行に伴って、各省官制通則が廃止された後は、行政官庁法第6条第1項により、各省大臣は、主任の事務について法律もしくは政令を執行するために、または法律もしくは政令の特別の委任に基いて省令を発することができるものとされ、同条2項により、法律の委任がなければ、罰則を設け、または義務を課し、もしくは権利を制限する規定を設けることができないものとされた。
同法は国家行政組織法の施行に伴って廃止され、現在の国家行政組織法12条に至る。

## 制定過程
省令は、各省大臣（主任の大臣）が個別に制定する。法律・政令などが天皇の名で公布されるのに対して、省令は制定した各省大臣の名で公布される。
省令の内容が複数の各省大臣の所管にわたる場合には、関係する各省大臣の連名で、共同省令が制定される（共同省令の節を参照）。内閣総理大臣の所管にもわたる場合には内閣府令や復興庁令との共同命令として定められる。

## 種別
講学上、政令や省令などの「命令」は、憲法・法律の規定を実施するために制定される執行命令と、法律の委任に基づいて制定される委任命令に大別される。

## 名称
省令は、制定した各省大臣が「主任の大臣」として分担管理する省の名を冠して総称し、各省が所管する。すなわち、省令を制定・所管する各省大臣・省は、総務省令は総務大臣・総務省、法務省令は法務大臣・法務省、外務省令は外務大臣・外務省、財務省令は財務大臣・財務省、文部科学省令は文部科学大臣・文部科学省、厚生労働省令は厚生労働大臣・厚生労働省、農林水産省令は農林水産大臣・農林水産省、経済産業省令は経済産業大臣・経済産業省、国土交通省令は国土交通大臣・国土交通省、環境省令は環境大臣・環境省、防衛省令は防衛大臣・防衛省である。

### 法令番号
省令には、公布した年（暦年）および省ごとに、固有の法令番号（省令番号）が付けられる。たとえば、2009年（平成21年）に法務大臣が制定した省令は、公布順に「平成21年法務省令第○号」と法令番号が付けられる。

### 題名
省令には、個別に法令番号が付けられるほか、固有の名称（題名）が付けられるのが通常である（例：地方債に関する省令（平成18年総務省令第54号）、会社計算規則（平成18年法務省令第13号）など）。
省令には、特定の法律から委任された事項及び特定の法律を施行するために必要な事項をまとめて制定したものが多い。このような省令は、その法律の名称を付して「～法施行規則」などと命名されることが多い（例：会社法施行規則（平成18年法務省令第12号）、種苗法施行規則（平成10年農林水産省令第83号）など）。また、国の機関の設置法の施行省令は「～組織規則」という名称を持つことが多い（例：観光庁組織規則（平成20年国土交通省令第71号）、官民人材交流センター組織規則（平成20年内閣府令第86号）など）。

## 共同省令
行政事務について2以上の主任の大臣があるときは、これらの主任の大臣が共同して省令を制定する。この種の省令は、共同省令と呼ばれている。
共同省令の法令番号は、所管する省名を併記して付される。たとえば、景観行政団体及び景観計画に関する省令（平成16年農林水産省・国土交通省・環境省令第1号）、株式会社日本政策金融公庫法施行規則（平成20年財務省・厚生労働省・農林水産省・経済産業省令第4号）など。
内閣府と省の共同命令は「内閣府令・○○省令」と、復興庁と省の共同命令は「復興庁令・○○省令」と、内閣府および復興庁と省の共同命令は「内閣府令・復興庁令・○○省令」と呼ばれる。たとえば、中小企業等協同組合法の施行省令である「中小企業等協同組合法施行規則」は、内閣府、財務省、厚生労働省、農林水産省、経済産業省、国土交通省、環境省の「府令・省令」となるため、法令番号は「平成20年内閣府・財務省・厚生労働省・農林水産省・経済産業省・国土交通省・環境省令第1号」となる。
これらの共同省令、「府令・省令」は、官報での公布の際には原文どおり縦書きで印刷されるが、その形式は（横書きにそのまま置き換えると）、
| ○ | 内 閣 府 | 令第一号 |
| ○ | 総 務 省 | 令第一号 |
| ○ | 財 務 省 | 令第一号 |

のように、「令第何号」をその中央に配する表記となる。府省の数が多い場合は、
| ○ | 内 閣 府、総 務 省、法 務 省、     | 令第一号 |
| ○ | 財 務 省、厚生労働省、農林水産省、 | 令第一号 |
| ○ | 経済産業省、国土交通省、環 境 省   | 令第一号 |

のように読点を用いて表記する。

## 効力

### 優劣関係
省令は、日本国憲法・条約・法律・政令に劣後し、内閣府令、復興庁令および人事院規則と同等の効力を有する。
憲法 >条約 > 法律 > 政令 > 内閣官房令 = 内閣府令 = デジタル庁令 = 復興庁令 = 省令 = 外局の規則（規則・庁令）>地方公共団体の条例>地方公共団体の規則等

### 制限
省令には、法律の委任がなければ、罰則を設け、又は義務を課し、若しくは国民の権利を制限する規定を設けることができない（国家行政組織法第12条第3項）。